# Musie Ghebreghiorghis
Musie Ghebreghiorghis OFMCap (* 26. Juli 1949 in Aderho, Eritrea) ist ein äthiopischer Priester. Er ist Bischof der Äthiopisch-katholischen Kirche in Emdeber in Äthiopien.

## Leben
Musie Ghebreghiorghis legte am 18. Mai 1974 das ewige Gelübde der Kapuziner ab. Am 13. Juni 1976 wurde er zum Ordenspriester der Kapuziner geweiht. Seine Ernennung zum Bischof von Emdeber erfolgte am 25. November 2003. 
Das Oberhaupt der Äthiopisch-katholischen Kirche Metropolit und Erzbischof Berhaneyesus Demerew Souraphiel und die Mitkonsekratoren Bischof Woldetensaé Ghebreghiorghis OFMCap (Apostolischer Vikar von Harar) und Bischof Tesfay Medhin (Bischof von Adigrat) weihten ihn am 8. Februar 2004 in Addis Abeba zum Bischof. Die Einführung in sein Bischofsamt fand am 15. Februar 2004 statt. 
Als Bischof war er Mitkonsekrator bei Theodorus van Ruijven CM zum Titularbischof von Utimma (Apostolischer Vikar von Nekemte), Markos Ghebremedhin CM zum Titularbischof von Gummi in Proconsulari (Apostolischer Vikar von Jimma-Bonga) und Lisane-Christos Matheos Semahun zum Titularbischof von Mathara in Numidia (Weihbischof in Addis Abeba).
Am 23. August 2024 nahm der Papst sein Rücktrittsgesuch an. Ihm folgte der bisherige Koadjutor Teshome Fikre Woldetensae im Amt nach.